# Han Krug
Johannes (Han) Krug (Den Haag, 21 december 1890 - aldaar, 20 maart 1977) was een Nederlands kunstenaar.
Van 1904 tot 1908 volgde hij een opleiding aan de Academie van Beeldende Kunsten te Den Haag en werkte daarna enige tijd als lithograaf bij drukkerij Mouton (Den Haag) en drukkerij van Leer (Amsterdam). Rond 1910 vestigde hij zich weer in zijn geboortestad waar hij een eigen reclame- en decoratie-atelier begon. 
Hij begon ook in die tijd landschappen te schilderen en te tekenen. Na 1918 begon hij houtsnedes te maken waarin hij een grote vaardigheid kreeg, veelal landschappen maar ook visitekaartjes, ex-libris- en bibliofiele uitgaves. Hij kreeg een erediploma op de tentoonstelling te Los Angeles van The Bookplate Association.
In 1923 werd hij lid van Pulchri Studio, trouwde datzelfde jaar met Tine Vermeulen en begon samen met haar woninginrichtingsfirma "De Meerkoet", gevestigd in hun huis in de Eschdoornstraat. Het aanbod bestond uit houten meubelen, lampen, speelgoed en andere toegepaste kunst die in eigen atelier werden vervaardigd. Tine maakte textielonderdelen en batikte lampenkappen.
Door de crisis van de jaren 30 nam de vraag naar dit soort artikelen af en begon Han Krug grote duinlandschappen te schilderen in olieverf. Omdat hij geen lid wilde worden van de Nederlandsche Kultuurkamer was hij genoodzaakt tijdens de Tweede Wereldoorlog onder te duiken in Wieringen.
Na de oorlog ging hij op dezelfde voet verder met het maken van landschappen en was o.a. mede-oprichter van de Haagse Aquarellisten.

## Illustraties inbibliofiele uitgaves
- Juffrouw Snater ; Het Avontuur van Knor-Knor ; De Familie Lampe een dagje buiten - Silhouetten van Han Krug ; versjes van A.B. van Tienhoven ; Uitgave "Boek en Periodiek", Den Haag (ca. 1928)
- In en om de boerderij - Illustraties Han Krug; Tekst C.E. de Lille Hoogerwaard; Uitgave 'Boek en Periodiek', Den Haag (ca.1930)
- Kleuters - Illustraties Han Krug; Tekst Elly Abeleven; Uitgave 'Boek en Periodiek', Den Haag (ca.1930)
- Vertellingen uit Brabant - Houtsnedes Han Krug; Tekst Dré; Uitgave 'Boek en Periodiek', Den Haag (ca.1930)
- Koning Eik - Illustraties Han Krug; Tekst Amé Lysen; Uitgave 'Delftsche Uitgevers Maatschappij' (1946)
- Het Onbekende Wieringen - Tekst en illustraties Han Krug; Uitgave 'Vereniging Vrienden van het Zuiderzeemuseum' (1978)